# Chlef
Chlef, også Ech Cheliff, tidligere Orléansville og al-Asnam, er en by i det nordlige Algeriet med 155.134 (2008) indbyggere. Den er administrationscentrum i provinsen Chlef.